# Glomeris larii
Glomeris larii är en mångfotingart som beskrevs av Karl Wilhelm Verhoeff 1921. Glomeris larii ingår i släktet Glomeris och familjen klotdubbelfotingar. Utöver nominatformen finns också underarten G. l. brembillensis.